# Oecobius chiasma
Oecobius chiasma är en spindelart som beskrevs av Barman 1978. Oecobius chiasma ingår i släktet Oecobius och familjen Oecobiidae. Inga underarter finns listade i Catalogue of Life.